# Castello Reale di Racconigi
Il castello reale di Racconigi (in piemontese ël castel ëd Racunìs) è situato a Racconigi, in provincia di Cuneo, 34 chilometri a sud del Palazzo Reale di Torino.
Nel corso della sua quasi millenaria storia ha visto numerosi rimaneggiamenti e divenne di proprietà dei Savoia a partire dalla seconda metà del XIV secolo. In seguito fu residenza ufficiale del ramo dei Savoia-Carignano e successivamente fu eletto sede delle «Reali Villeggiature» della famiglia reale dei re di Sardegna (e poi d'Italia) nei mesi estivi e autunnali.
Divenuto un polo culturale e museale altamente frequentato, il castello fa parte del circuito delle Residenze Sabaude del Piemonte e dal 1997 è parte del sito seriale residenze sabaude compreso nella lista dei Patrimoni dell'Umanità dell'UNESCO.
Nel 2016 ha fatto registrare 127 368 visitatori.

## Storia

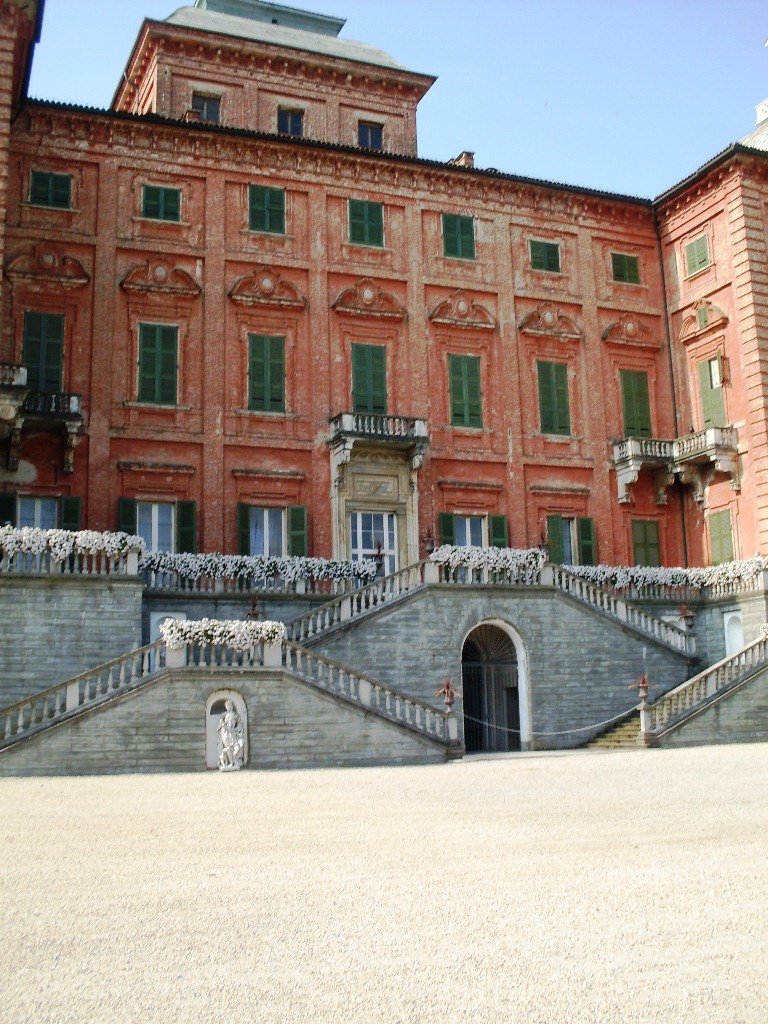
Il prospetto settentrionale, verso il parco, opera di Guarino Guarini (XVII secolo)

### Origini (XI secolo)
Le prime notizie di una fortificazione presente a Racconigi risalgono all'XI secolo, epoca in cui il territorio era parte della Marca di Torino e dove Bernardino di Susa edificò o riadattò un'antica casaforte, sui resti di un precedente monastero.
Nel 1091, alla morte della marchesa Adelaide di Susa, i territori furono occupati dal nipote Bonifacio del Vasto e il feudo di Racconigi entrò quindi a far parte dei possedimenti dei marchesi di Saluzzo.
Successivamente, il nipote di Bonifacio del Vasto Manfredo II di Saluzzo ampliò la struttura esistente facendo innalzare un primo castello a pianta quadrata con cortile interno, destinandolo a difesa strategica per i territori del marchesato.

### Da fortezza medievale a «villa di delizie» (XIV-XVIII secolo)
Nel 1372 il marchese Federico II di Saluzzo cedette in pegno il castello ai conti Falletti, ma dopo alcuni anni esso ritornò di proprietà dei Marchesi di Saluzzo. Infine, nella seconda metà del XIV secolo, un figlio illegittimo di Ludovico, ultimo principe di Savoia-Acaia, ottenne il feudo e il castello di Racconigi, dando inizio alla linea dinastica dei Savoia-Racconigi, estintasi nel 1605.
Nel 1620 il duca Carlo Emanuele I di Savoia ne fece dono a suo figlio Tommaso Francesco di Savoia, capostipite della dinastia Savoia-Carignano. A quel tempo la struttura appariva come un classico castello medievale: una massiccia fortezza in mattoni nudi a pianta quadrata, con quattro grandi torri angolari, il fossato, il ponte levatoio e un alto mastio laterale. 
()
L'impianto della struttura, rimasto pressoché invariato fino alla metà del XVII secolo, venne sottoposto ad un primo rimaneggiamento su volere del figlio di Tommaso, Emanuele Filiberto, che commissionò nel 1676 a Guarino Guarini la prima, completa trasformazione della fortezza in «delizia». Egli innalzò, sfruttando l'ampio spazio interno della corte, un grande corpo centrale con copertura «a pagoda»; inoltre, sulla base delle due torri angolari della facciata settentrionale, sviluppò i due padiglioni di quattro piani, sormontati da un tetto a cupola quadrangolare con lanterne in marmo bianco. Tuttavia, il grandioso progetto del Guarini non coinvolse soltanto l'edificio, ma vide anche l'affiancamento del noto architetto francese André Le Nôtre, che si occupò della risistemazione del vasto parco. A lavori ultimati, il 7 novembre 1684 Emanuele Filiberto sposò a Racconigi Maria Caterina D'Este.

### La trasformazione neoclassica (XVIII secolo)
A partire dal 1757 Ludovico Luigi Vittorio di Carignano commissionò all'architetto Giovanni Battista Borra un notevole rimaneggiamento secondo il gusto neoclassico tipico dell'epoca, a cui si deve il rifacimento della facciata meridionale con l'aggiunta del pròtiro tetrastilo con colonne corinzie sormontate dal frontone triangolare dentellato di ispirazione palladiana e l'antistante scalone monumentale. Gli interventi interni, invece, interessarono il Salone d'Ercole, l'attigua Sala di Diana e l'allestimento delle stanze dell'Appartamento Cinese, decorate con preziose carte da parati in carta di riso.

### L'epoca albertina (XIX secolo)
L'attuale aspetto dell'edificio è in gran parte frutto del rimaneggiamento voluto nel 1832 dall'ultimo principe di Carignano, nonché neo re di Sardegna, Carlo Alberto. Egli ritenne necessario ampliare e abbellire ulteriormente la residenza, che da quel momento in poi cessò di appartenere alla famiglia Savoia-Carignano per passare alla corona di Sardegna, assumendo così lo status di «residenza reale», nonché eletta sede delle «Reali Villeggiature».
Il sovrano affidò i lavori all'ingegner Ernesto Melano, che innalzò ulteriormente l'antica struttura quadrangolare attorno al corpo centrale e sviluppò le due grandi maniche laterali del prospetto meridionale, riproponendo il tema della cupola «a pagoda» come copertura delle due torrette angolari. Inoltre, la sistemazione comprese il rifacimento del piazzale e l'edificazione dei fabbricati a "C" che raccordano le nuove ali del prospetto sud ai retrostanti padiglioni della facciata settentrionale. Contestualmente a quest'intervento, vennero anche demoliti un mulino e alcune abitazioni antistanti che nascondevano alla vista il castello, dando luogo all'ampia piazza davanti all'ingresso principale, in asse con il lungo viale alberato antistante.
Gli interni furono invece riallestiti alle esigenze dell'epoca, affidando l'opera a Pelagio Palagi, che riarredò i nuovi ambienti mantenendo la coerenza con il gusto neoclassico. Con lui operò anche l'ebanista astigiano Gabriele Capello, detto «il Moncalvo», di cui si ricordano, tra le numerose opere conservate nel castello, i preziosi intarsi che ornano gli arredi e le ante delle porte del Gabinetto Etrusco, studio personale di re Carlo Alberto.
A partire dal 1834 la galleria di ponente fu oggetto del lavoro del pittore Marco Antonio Trefogli, che la ornò con raffinate grottesche, raffiguranti frutta e volatili. Insieme a Luigi Cinnati, Trefogli inoltre realizzò ornati e arabeschi per la Sala di ricevimento e la Sala da pranzo. Per il bagno di Carlo Alberto dipinse nelle fasce ornamentali dei motivi floreali, oltre a grottesche, anfore, conchiglie, cigni e grifoni, mentre nel fregio sopra il cornicione vennero inserite delle figure di draghi alternate a girali.
La sistemazione del parco, invece, fu affidata al paesaggista tedesco Xavier Kurten, che trasformò la precedente opera di Le Nôtre a favore di un'impostazione romantica. 
È di questi anni anche il progetto e la costruzione della Margarìa, la cascina in stile neogotico collocata al fondo del parco, nuovamente frutto della collaborazione di Ernesto Melano e Pelagio Palagi. Proprio nei viali di questo parco, il 19 agosto del 1840 avvenne il primo incontro, organizzato dalle rispettive famiglie, tra il principe Vittorio Emanuele, futuro primo re d'Italia, e la sua prima moglie, nonché cugina, Maria Adelaide d'Asburgo-Lorena. I due convolarono a nozze due anni dopo (1842) presso la Palazzina di caccia di Stupinigi e dal matrimonio nacque, tra gli altri figli, il principe ereditario Umberto I.

### Il Novecento: dal ritorno dei soggiorni reali all'abbandono
Negli anni successivi, i successori di Carlo Alberto frequentarono meno assiduamente la dimora; tuttavia, con l'avvento al trono di Vittorio Emanuele III nel luglio del 1900, la residenza tornò ad essere sede delle «reali villeggiature» nei mesi estivi e autunnali. Nel 1901 il castello venne dotato di impianti idrici e di energia elettrica, con un nuovo sistema d'illuminazione lungo tutta la cinta muraria del parco; nel 1902 fu anche installato un ascensore Stigler. Sempre a Vittorio Emanuele III si deve la decorazione delle pareti interne dello Scalone d'Onore, in una delle quali è riportata una delle più complete raffigurazioni genealogiche della famiglia reale, opera di Adolfo Dalbesio, autore anche delle altre quattro grandi tele raffiguranti stemmi di Casa Savoia..

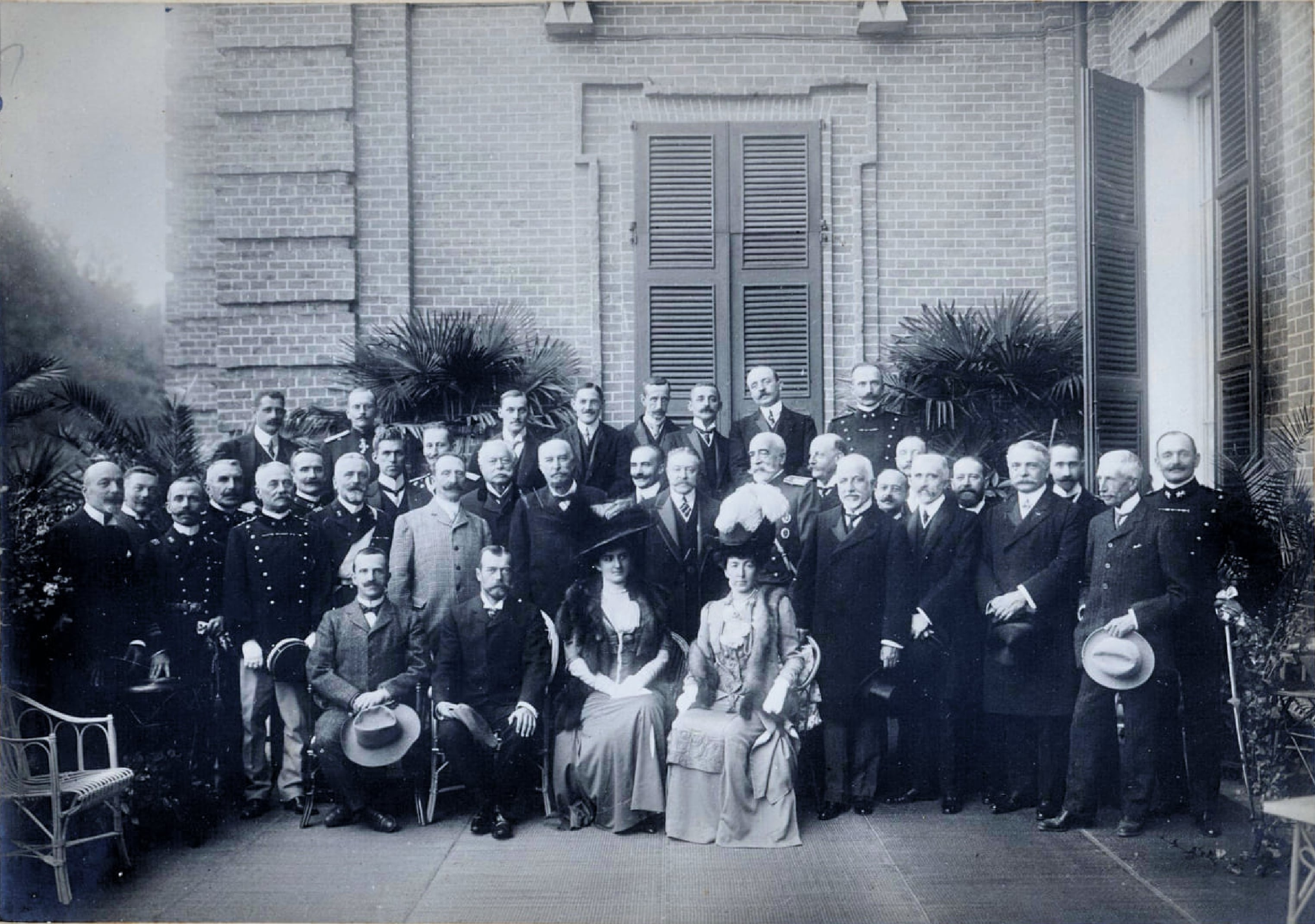
Vittorio Emanuele III di Savoia e lo zar Nicola II a Racconigi nel 1909. In seconda fila, alla sinistra di Nicola II, si riconosce il Presidente del Consiglio Giovanni Giolitti.

In base alle nuove esigenze della famiglia reale vennero ammodernati molti locali del castello, tra cui l'appartamento dei sovrani al secondo piano. Qui, alle 23:15 del 15 settembre 1904, nacque l'ultimo re d'Italia Umberto II e una serie di importanti eventi si susseguirono: nel 1909 la residenza fu sede della visita dello zar Nicola II per sottoscrivere il Trattato di Racconigi mentre nel 1925 si svolsero le nozze della principessa Mafalda.
Nel 1930 il principe Umberto ricevette in dono la residenza, in occasione delle sue nozze con la principessa Maria José del Belgio, celebratesi a Roma. A lui si deve il minuzioso reperimento presso le altre residenze sabaude di numerosi dipinti di famiglia, oggi conservati nelle varie gallerie e nei numerosi corridoi, e una raccolta di documentazione sulla Sindone di Torino. Vennero inoltre ristrutturati alcuni blocchi di appartamenti del secondo piano, tra cui le sale da bagno dei principi di Piemonte e il salotto della musica, con soffitti e pareti decorati in stile futurista da Fiore Martelli, allievo dell'illustre Giò Ponti.
In seguito ai risultati del referendum istituzionale del 2 giugno 1946, il castello venne chiuso e avocato allo Stato italiano. Le principesse Jolanda, Giovanna e Maria e gli eredi della già scomparsa Mafalda intentarono una causa sull'illegittimità della donazione del 1930 a Umberto II. La Corte di cassazione nel 1972 decretò che solo un quinto del palazzo fosse confiscabile, cioè quello di proprietà di Umberto II, ma che allo Stato italiano doveva essere garantito il diritto di prelazione, in caso di vendita a privato.
Nel 1980, dopo trentaquattro anni di esilio, Umberto II decise di vendere l'intera proprietà allo Stato, ponendo un'unica clausola: che la residenza e tutte le proprietà ad essa annesse fossero correlati al tema della «conoscenza» e, quindi, che ciò determinasse un utilizzo destinato ad attività culturali di tipo divulgativo.

### 1993: la riapertura e la rinascita come polo museale
Riaperta il 23 maggio 1993 su iniziativa dell'assessore Pino Perrone tramite convenzione con la Soprintendenza Beni Ambientali, la Croce Rossa di Racconigi e i Volontari Vigili del Fuoco, la residenza è in gran parte visitabile ed è oggetto di costanti restauri di natura conservativa volti a preservare la struttura e a riportare agli antichi splendori i piani nobili dell'edificio. Il castello rappresenta una delle residenze sabaude meglio conservate, vantando un'apprezzabile dotazione di arredi, dipinti e suppellettili ed è costantemente sede di eventi ed attività culturali.

## Interni

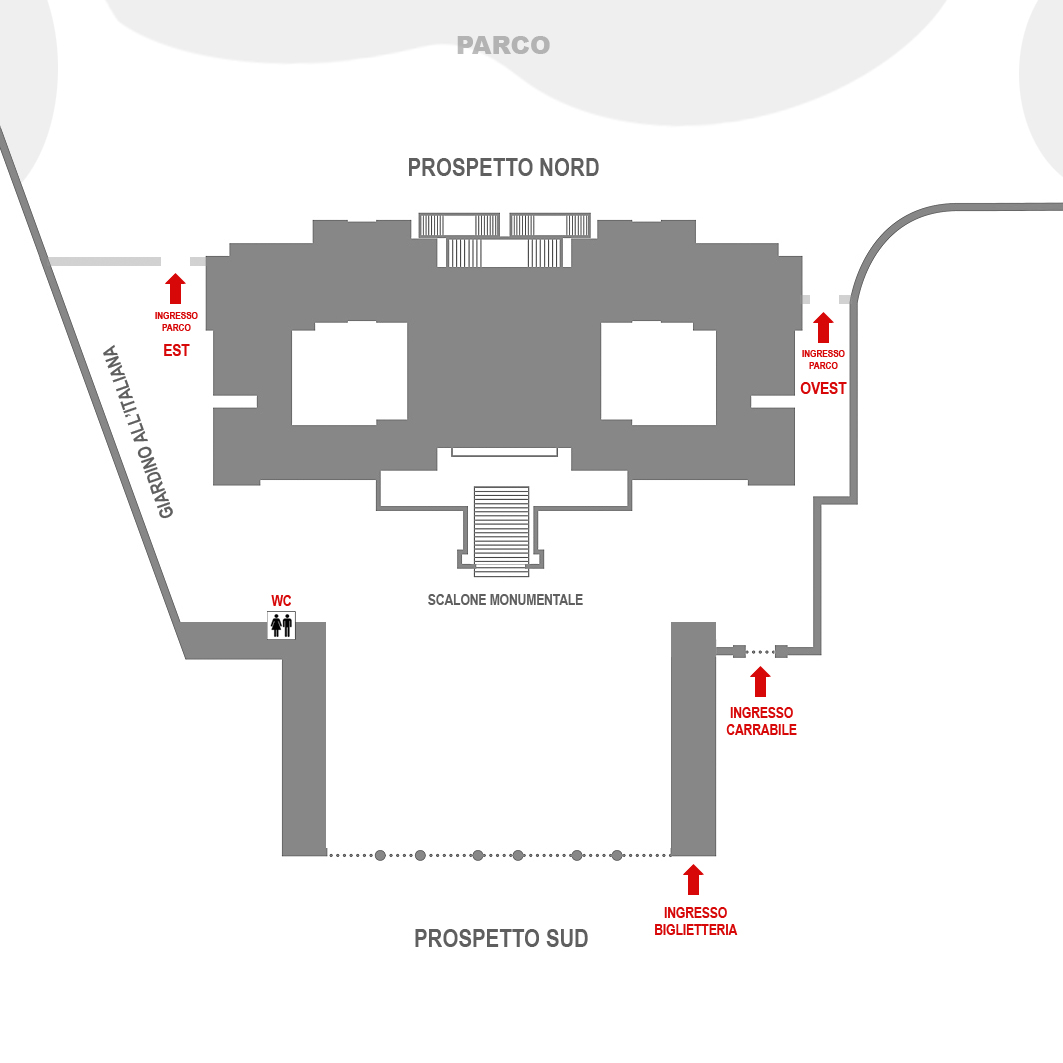
Una planimetria esemplificativa del castello

Il castello custodisce ambienti realizzati nel Settecento, altri neoclassici, fino a comprendere sale di gusto déco risalenti alla prima metà del Novecento. Accuratamente restaurati, essi mantengono le decorazioni e gli allestimenti originali conservati nel corso dei secoli.
Tra di essi i più rilevanti sono, in ordine cronologico: il salone d'Ercole, la sala di Diana, l'appartamento cinese, la sala da pranzo, la sala da ricevimento, il gabinetto etrusco, la biblioteca di Carlo Alberto, il gabinetto di Apollo, e la cappella reale, dedicata alla Madonna della Neve. Al secondo piano nobile, invece, trovano luogo gli appartamenti rimodernati nei primi tre decenni del Novecento e comprendenti la camera da letto della regina Elena, il bagno di Umberto II e il salotto della musica di Maria José.

### Il salone d'Ercole
Dedicato al mito di Ercole, questo ambiente è frutto dell'intervento del 1757 ad opera dell'architetto Giovanni Battista Borra. Il salone, in stile neoclassico, corrisponde all'antico cortile interno della struttura medievale precedente e fungeva come atrio per accogliere gli ospiti, ma, data la capienza e l'ottima acustica, veniva utilizzato anche come sala da ballo, posizionando l'orchestra sulla «Loggia dei Musici», che sormonta le tre coppie di colonne ioniche, e l'accesso all'attigua Sala di Diana. Nella porzione inferiore le pareti ospitano sei nicchie con frontone, che contengono altrettante sculture di Giuseppe Bolina rappresentanti le fatiche di Ercole; nel registro superiore sono presenti altri stucchi del Bolina e del Lombardi, che raffigurano scene di caccia con animali e armi. La volta della cupola, invece, è dipinta a trompe-l'œil e raffigura una realistica copertura a lacunari.

### La sala di Diana
Insieme al salone d'Ercole e all'appartamento cinese rappresenta l'insieme dei rimaneggiamenti settecenteschi dell'architetto Giovanni Battista Borra. Utilizzata come atrio di ingresso alla residenza, la sala di Diana è caratterizzata dai quattro grandi medaglioni che raffigurano il mito della dea della caccia. Le ampie finestre consentono di ammirare lo scorcio sul vasto parco, sul quale si affacciano la terrazza e lo scalone della facciata settentrionale. Tra i quattro grandi lampadari di Murano che pendono dal soffitto si può inoltre ammirare un bassorilievo raffigurante Apollo sul carro del Sole. Di notevole pregio, infine, sono i due caminetti marmorei, opera di Guarino Guarini.

### L'appartamento cinese
Realizzate intorno alla metà del Settecento su volere di Ludovico Luigi Vittorio di Carignano, le sale dell'appartamento cinese facevano parte di un più ampio spazio, nominato foresteria reale, comprendente almeno altri sei ambienti di gusto orientaleggiante, secondo la diffusa moda dell'epoca. Le cinque sale rimaste sono caratterizzate dalle pregiate carte da parati dipinte a mano su carta di riso, acquistate a Londra dal principe Ludovico e perfettamente conservate grazie all'applicazione su appositi telai di legno. A completare le stanze sono gli arredi, i vasi cloisonné, le antiche porcellane, i due paraventi con decorazioni cinesi del pittore Carlo Cussetti e una portantina giapponese. Queste sale, dedicate ad ospiti di riguardo, ospitarono Vittorio Emanuele II e Umberto I durante le loro brevi villeggiature, ma anche ospiti illustri come lo zar Nicola II, giunto in visita a Racconigi nel 1909.

### Il gabinetto etrusco

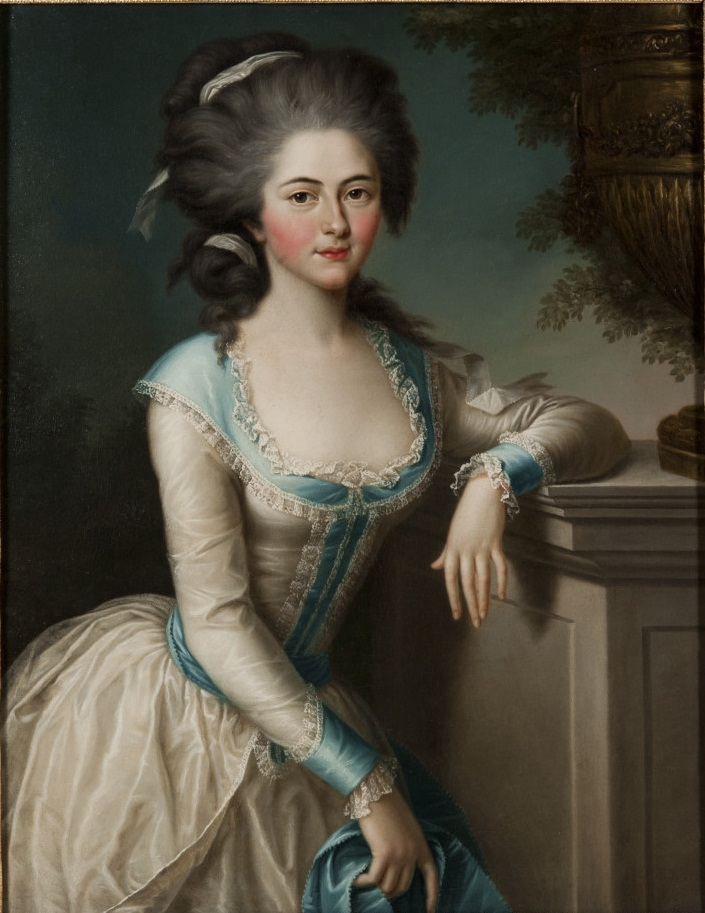
Un ritratto presente nel castello, raffigurante Giuseppina di Lorena-Armagnac

Concepito come studio privato di Carlo Alberto è, insieme alla sala del ricevimento, al gabinetto di Apollo e alla biblioteca Albertina, il nucleo di ambienti nei quali il sovrano svolgeva le mansioni amministrative e politiche durante le reali villeggiature. 
Il gabinetto etrusco, posto al secondo piano, è uno dei punti di maggior rilievo di questa residenza, con opere di Pelagio Palagi e dell'ebanista Gabriele Capello detto "Moncalvo". Il fascino delle coeve scoperte archeologiche è riproposto abbondantemente in tutto il ricco apparato decorativo dello studio, che riproduce stilemi tipici della pittura vascolare etrusca e greca.
Realizzato negli anni trenta del XIX secolo, esso comprende pitture parietali scandite in ampi riquadri e un fregio continuo nel registro superiore. Il pavimento è realizzato a mosaico, mentre sulla volta a vela sono riprodotti gli affreschi della Tomba del Barone, situata nella necropoli etrusca dei Monterozzi (vicino Tarquinia), scoperta nel 1827.
Le ante delle due porte d'accesso, le poltrone, il tavolo da centro e i basamenti lignei su cui poggiano i vasi etruschi riportano un complesso intarsio, raffigurante i dodici dei dell'Olimpo, opera dell'ebanista Gabriele Capello, su disegno di Pelagio Palagi.
Nel 1851 il tavolo da centro, un basamento a colonna e un pannello della porta destra furono presentati alla Great Exhibition tenutasi al Crystal Palace di Londra; oltre al premio del settore "Arredamento", ricevettero una speciale menzione sul catalogo della mostra, che li definì «oggetti degni di occupare un posto nel palazzo di ogni sovrano».

### La sala del ricevimento

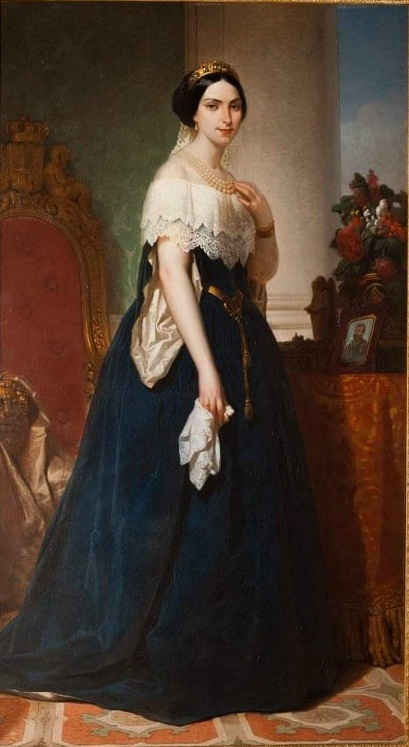
Uno dei dipinti presenti nella galleria dei ritratti, raffigurante Maria Adelaide d'Austria, moglie di re Vittorio Emanuele II

È l'ambiente del castello più sontuoso, ove la profusione di dorature evocava il prestigio e la potenza del sovrano. Qui Carlo Alberto e i suoi successori ospitarono personaggi importanti quali ambasciatori, consiglieri e dignitari. Il soffitto, fittamente decorato da motivi neoclassici in foglia d'oro, riporta il monogramma di Carlo Alberto, ripetuto anche negli arredi e sulle pareti damascate. I divani e le poltrone con leoni monopodi sono rivestiti del tipico blu Savoia; di notevole pregio sono infine il grande lampadario in cristallo di Boemia e la parure di candelabri neogotici accostati all'orologio da camino raffigurante la cattedrale di Reims.

### Gli appartamenti del corridoio F, anche detti dei principini
Accessibili dal primo tratto del corridoio F, oggi meglio noto come "galleria dei ritratti", questi appartamenti furono rimodernati nei primi anni del Novecento. Si tratta di un'infilata di ambienti di dimensioni modeste, cinque dei quali sono preceduti da un'anticamera con annessi servizi e una scala di collegamento con il piano ammezzato sovrastante. È stato sostenuto che avrebbero ospitato dopo il 1901 i figli di Vittorio Emanuele III, cioè il principe ereditario Umberto con le sorelle Iolanda, Mafalda, Giovanna e Maria. Su queste basi le stanze sono state riallestite nel 2007 dalla Direzione del Castello, che, pur in mancanza di fonti archivistiche, ha scelto di attribuire alle principesse Jolanda, Mafalda e Giovanna le prime tre camere e al principe Umberto l'appartamento d'angolo, più grande e spazioso. Curiosamente, l'allestimento non ha previsto di ricreare la camera della principessa Maria, anche se l'ultimogenita di Vittorio Emanuele III, nata a Roma nel 1914, ebbe comunque modo di soggiornare più volte a Racconigi.
Ricerche recenti hanno permesso di formulare nuove ipotesi sull'effettiva localizzazione dell'appartamento dei piccoli principi sabaudi nei primi decenni del Novecento. Il loro appartamento era, infatti, stato allestito non al primo piano (come è erroneamente sostenuto in alcune guide pubblicate recentemente), ma al secondo piano, in prossimità delle stanze della regina Elena, più precisamente nel padiglione guariniano di levante (attuale appartamento detto di Umberto II). Si è anche potuto appurare che le stanze situate lungo la galleria dei ritratti erano in realtà destinate a vari membri della corte, tra cui la dama e il gentiluomo di corte della regina Elena. Ogni appartamento, comodamente disimpegnato, poteva comunicare tramite una stretta scala a pozzo con le stanze riservate al personale di servizio dei personaggi di corte, personale che negli elenchi del Ministero della Real Casa era definito "Livrea Privata".
Durante gli anni Trenta questi appartamenti ospitarono, invece, certamente i figli di Umberto II e Maria José del Belgio, mentre nell'ammezzato sovrastante fu alloggiato il personale a loro addetto. Da tale fatto deriva probabilmente la consuetudine di definire tali stanze "appartamento dei principini".

### La galleria dei ritratti o "Corridoio F"

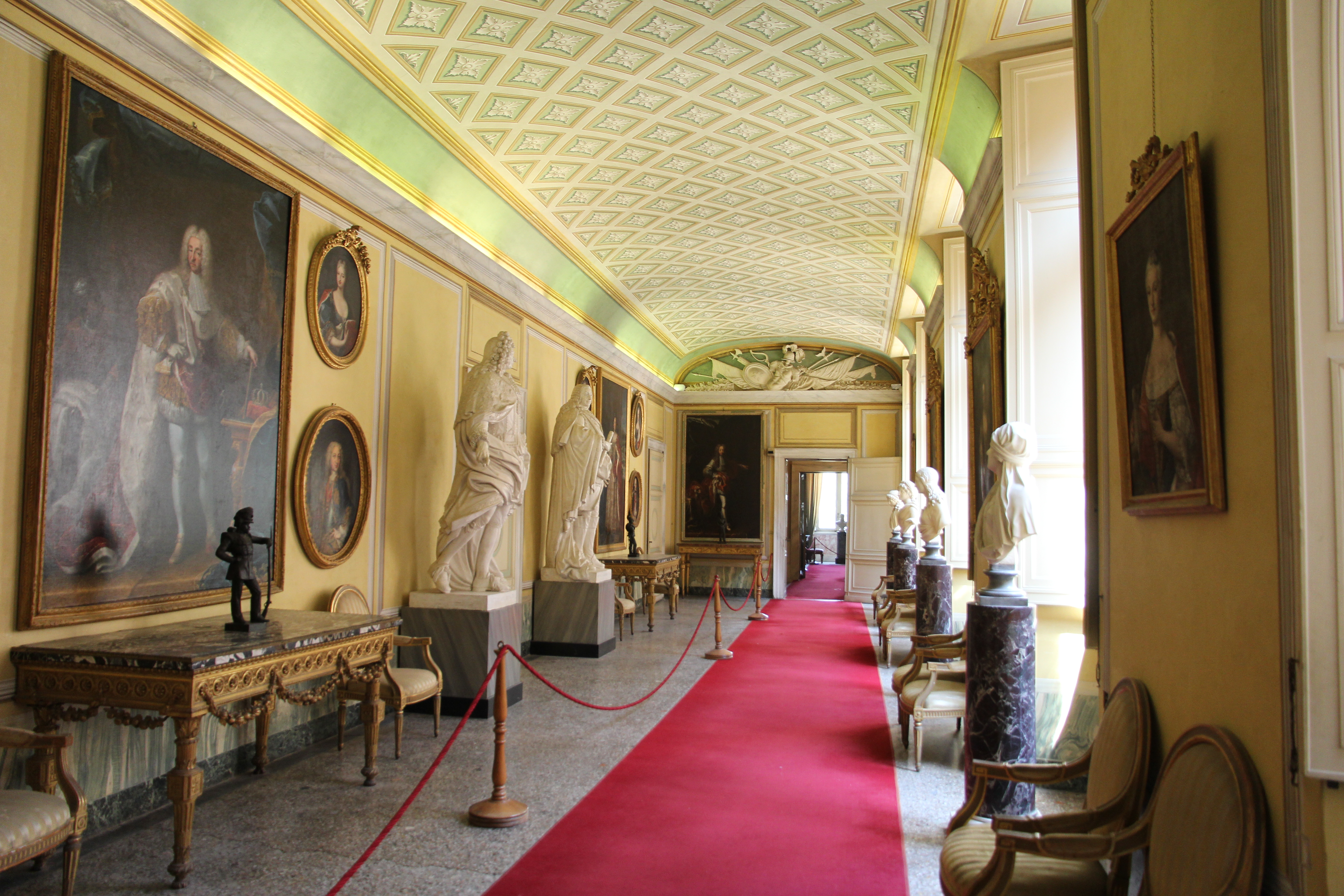
La galleria dei ritratti

Il lungo corridoio che dà l'accesso a vari appartamenti, per lo più destinati agli ospiti o a membri della corte, prende il nome dalla raccolta iconografica pazientemente allestita dal principe ereditario Umberto II a partire dagli anni venti del Novecento. Di grande valore storico ed artistico, i numerosi ritratti qui esposti costituiscono un percorso dinastico abbastanza completo, comprendendo anche dipinti di membri di altre casate nobili italiane ed europee. Secondo alcune fonti, l'ambiente sarebbe privo di decorazioni poiché questa manica avrebbe ospitato, su volere della regina Margherita, i malati affetti dalla febbre tifoidea che colpì Racconigi verso la fine dell'Ottocento.
Per sanare i locali sarebbe stato necessario applicare alcuni strati di calce prima e dopo la degenza dei pazienti, a discapito delle decorazioni preesistenti. Tuttavia è da notarsi che ancora nel 1901 e nel 1902 alcuni restauratori furono pagati per il restauro delle pitture esistenti nella galleria e che, solo nel 1903, ne sarebbe stato deciso il cambio "della decorazione parietale a dipinto, con altra in stucco e riquadrature per applicare nelle medesime, ritratti di famiglia".

### Gli appartamenti del secondo piano
Già occupato nell'Ottocento dal re Carlo Alberto e dalla regina Maria Teresa, dai duchi di Savoia (il futuro Vittorio Emanuele II e Maria Adelaide d'Asburgo), dai loro figli e dal cavaliere d'onore della regina Maria Teresa, il secondo piano nobile della residenza venne completamente ristrutturato a partire dai primi anni del Novecento. Il gusto déco di questo periodo caratterizzò fortemente gli ambienti, conferendogli una sobrietà ed un'eleganza più simile alla vita borghese, piuttosto che all'ostentato sfarzo tipico di una residenza reale.

#### La camera da letto di Maria José, già della regina Elena

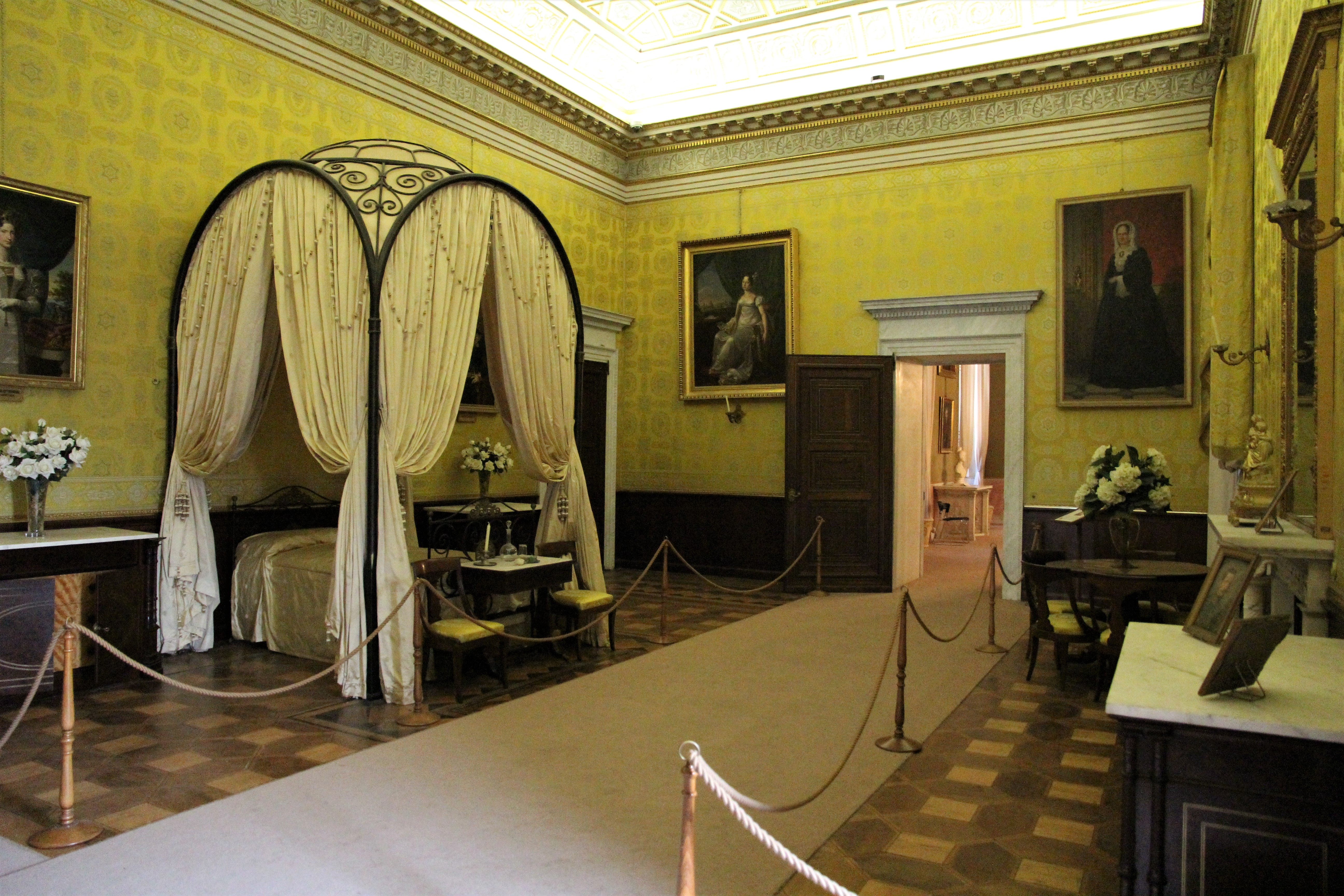
La camera da letto di Maria José

La regina Elena scelse, per la propria camera da letto, un'impostazione moderna, sottolineata dall'elegante letto matrimoniale a due piazze in stile déco da condividere con il marito, cosa inusuale fino ad allora in contesti analoghi. La stanza presenta, inoltre, un arredo laccato di bianco in stile edoardiano, realizzato dalla celebre azienda inglese Warings&Gillow, che pare ricordasse l'arredo nautico della camera da letto del panfilo reale che ospitò i futuri sovrani durante il loro viaggio di nozze all'isola di Montecristo. In questa stanza, il 15 settembre 1904, Elena del Montenegro diede alla luce l'ultimo re d'Italia, Umberto II.

#### Il bagno di Umberto II
Realizzato nello spazio che precedentemente ospitava l'anticamera dell'appartamento di Vittorio Emanuele II, la sala da bagno fu realizzata nel 1930 su volere del principe Umberto II, incaricando Fiore Martelli, allievo presso l'ISIA di Monza, per la realizzazione delle carte da parati; del suo maestro Gio Ponti, invece, sono gli arredi e i sanitari in stile déco. Come già nella sala da bagno della regina Elena, anche qui sono presenti le maggiori innovazioni tecnologiche dell'epoca, come l'impianto di acqua corrente, il riscaldamento e il pavimento in linoleum.

#### Il salotto della musica di Maria José
L'appartamento della principessa Maria José è stato realizzato in corrispondenza delle stanze ottocentesche riservate alla dama di palazzo. Tra l'insieme dei locali spicca il "salotto della musica", dove ella amava intrattenere i propri ospiti e ascoltare musica. Completato nell'estate del 1931, la stanza presenta un soffitto decorato da Fiore Martelli con motivi stilizzati raffigurante strumenti musicali. Fra gli arredi è da notare una poltrona Frau, un grammofono, il lampadario Venini in vetro di Murano e un dipinto della giovane principessa di Gregorio Calvi di Bergolo, facente parte della sua collezione privata che vanta anche la presenza di quadri di Casorati e Severini, ammirabili nell'adiacente salotto.

### Le cucine dell'ala di levante
()

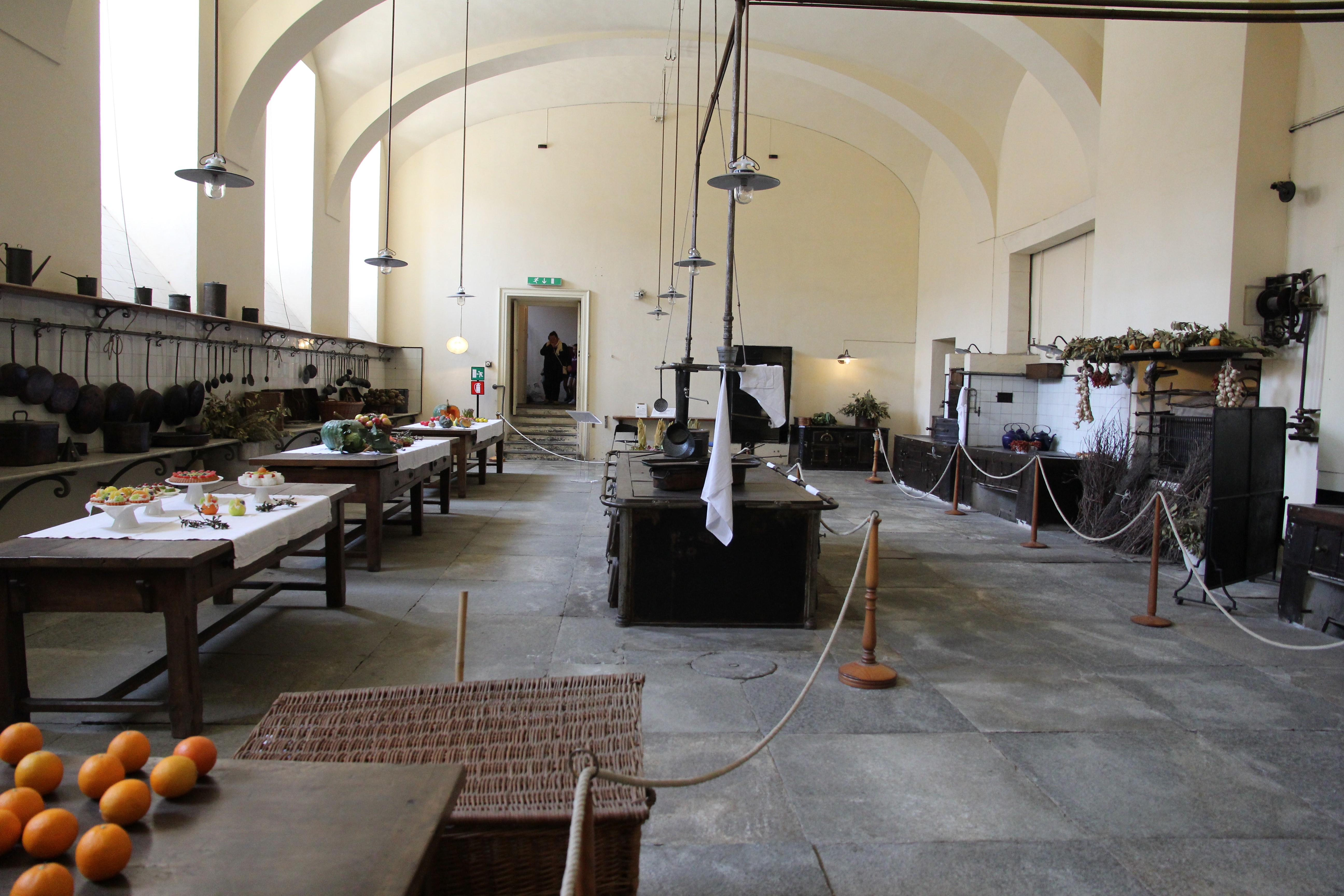
Le cucine

Realizzate contestualmente all'ampliamento di levante, queste caratteristiche cucine furono un vero e proprio esempio di modernità: provviste di una vasta gamma di stoviglie, stampi, attrezzi, acquai in marmo, due grandi cucine a legna, le cosiddette "potaggiere"; col tempo furono dotate anche di altre cucine "economiche" e di un ingegnoso girarrosto a ingranaggi presente nel grande camino al centro della sala. Nel 1903, con l'avvento dell'energia elettrica, fu installata l'illuminazione e un nuovo sistema idraulico con un boiler per l'acqua calda. A coordinare i cosiddetti Uffici di Bocca vi era un ispettore incaricato, che aveva il suo ufficio accanto al salone principale che ospita le cucine. Nelle sale attigue si può inoltre notare la ghiacciaia e la macelleria, caratterizzata dal rivestimento in marmo alle pareti e dal pavimento inclinato per facilitare lo scolo e le relative operazioni di lavaggio.
Ulteriori locali dedicati alle originarie mansioni di «provvisoneria, frutteria, someglieria, credenza, vassella e lingeria» sono invece ubicati al pian terreno, negli ambienti precedentemente destinati all'antica cucina seicentesca; essi, da come suggeriscono i nomi originari, erano i locali preposti alla conservazione e gestione delle provviste alimentari, della frutta, dei vini, delle bevande e del ricco corredo di stoviglie e tovaglie.

## Esterni

### Il parco

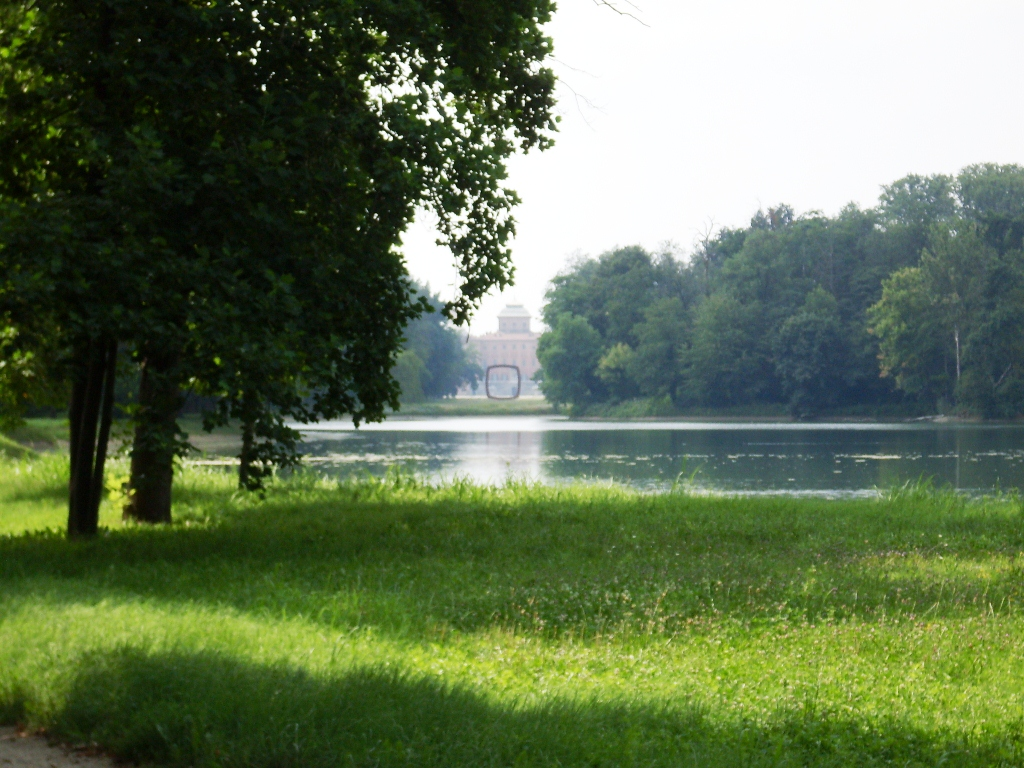
Il lago all'interno del parco e, sullo sfondo, il castello. La facciata settentrionale è interna al cortile ed è rivolta verso il parco.

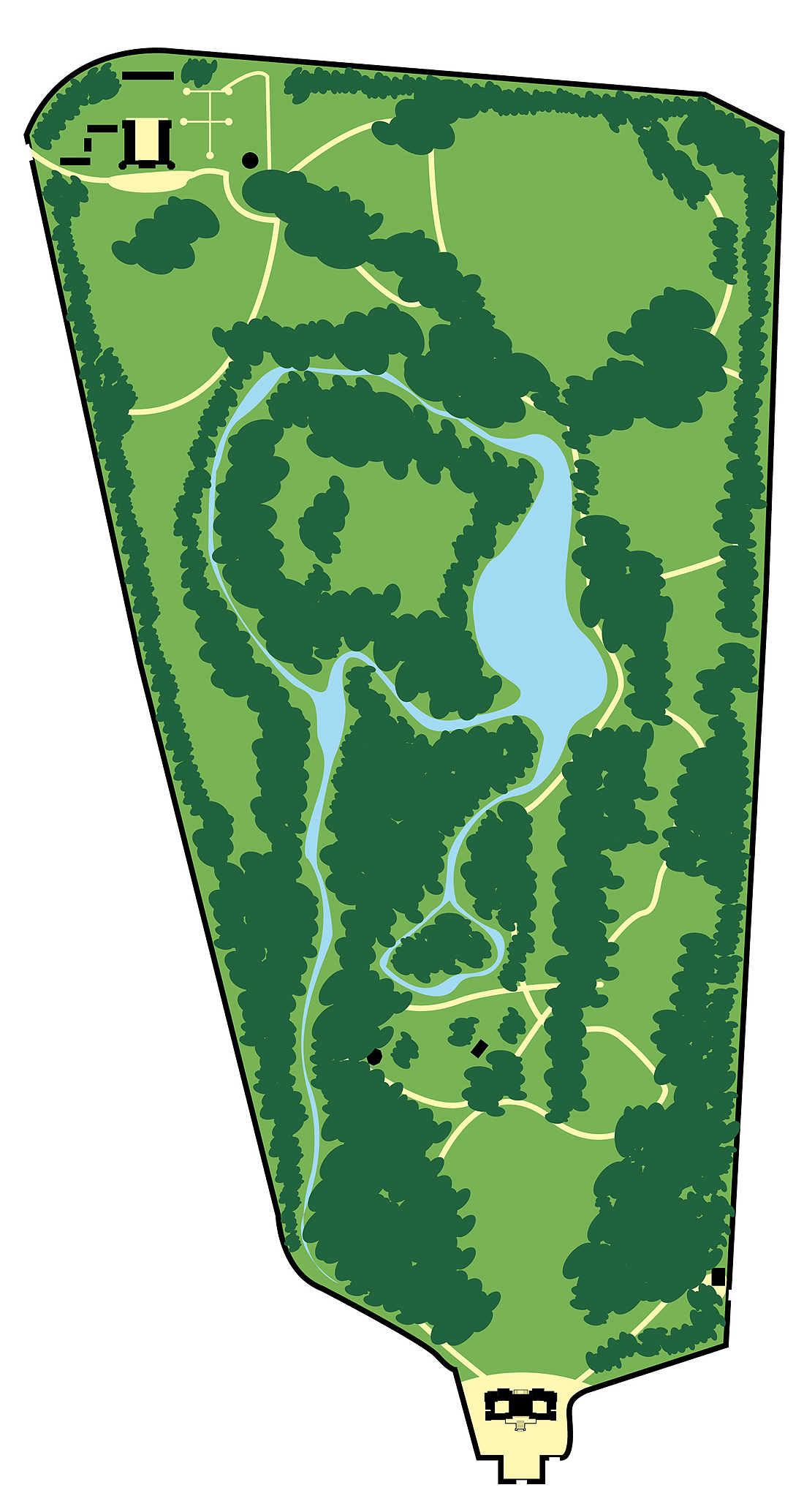
Una planimetria dell'intero parco e delle strutture

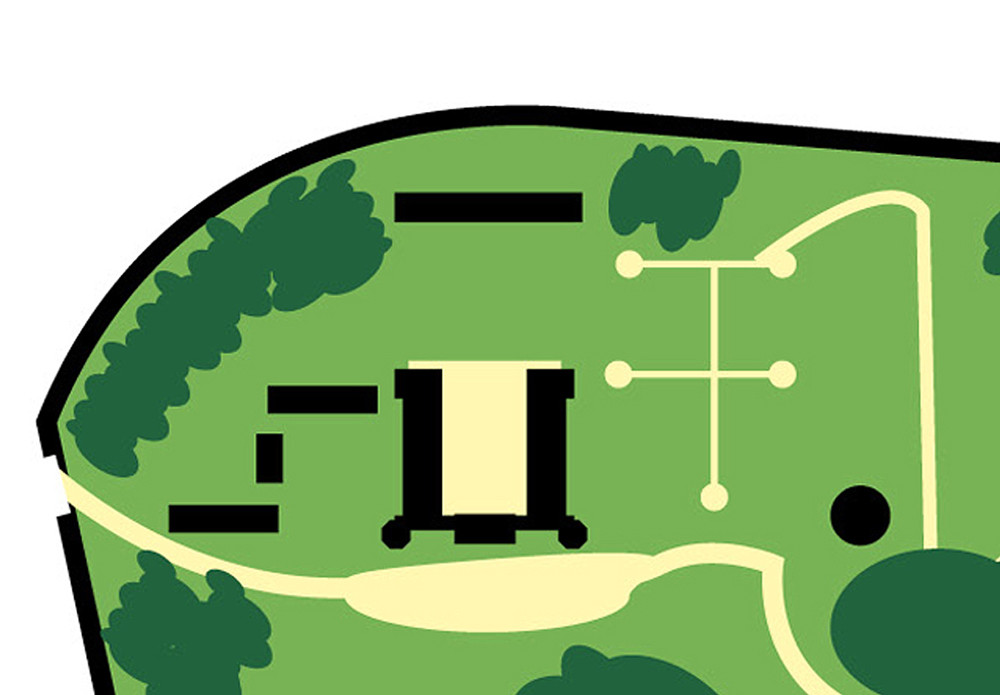
Una planimetria esemplificativa della Margarìa

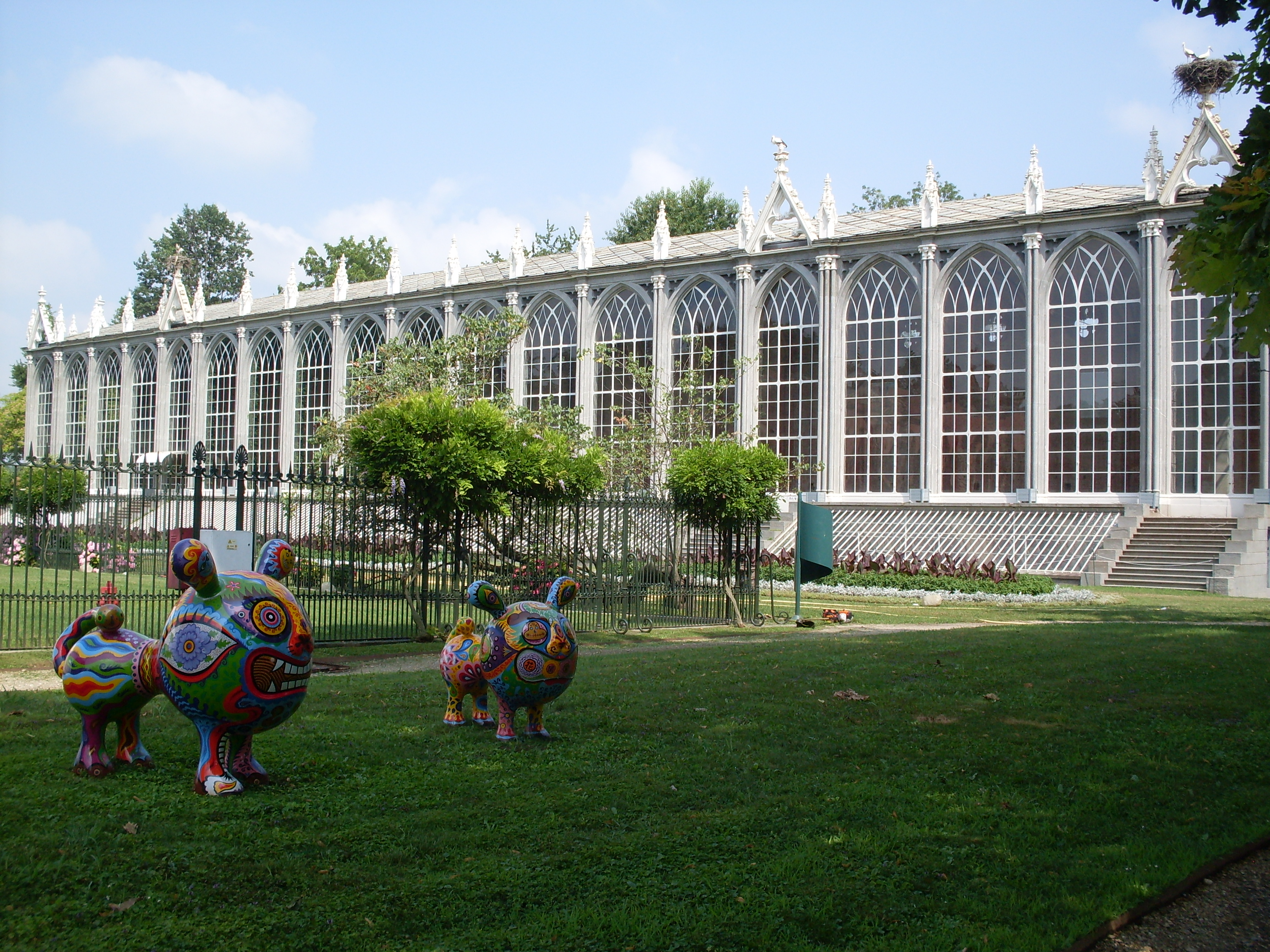
Le Serre Reali presso la Margarìa al fondo del parco (estremità nordovest)

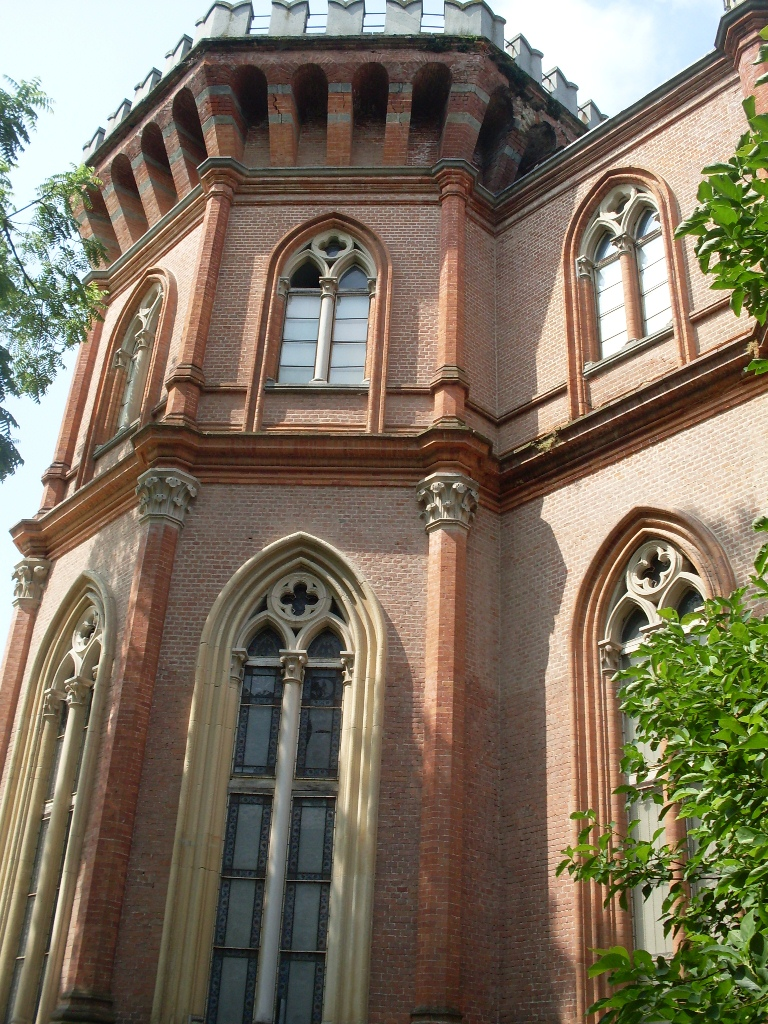
Il Reposoir della Regina presso la Margarìa, opera dell'architetto Pelagio Palagi

Il castello si affaccia a nord verso un imponente parco alla francese di circa 170 ettari, delimitati da un muro di cinta lungo in totale 6 km. Alla fine del Seicento il parco appariva secondo il rigore geometrico conferitogli dall'architetto francese André Le Nôtre, medesimo autore dei giardini della reggia di Versailles.
Circa un secolo dopo, su volere della principessa Giuseppina di Lorena-Armagnac, il parco vide una trasformazione ad opera di Giacomo Pregliasco, che ne riprogettò una parte, offrendo nuovi percorsi immersi in una natura rigogliosa ed apparentemente selvaggia. 
Il completamento del parco in stile romantico, come appare oggi, lo si deve a Carlo Alberto, che nel 1836 affidò i lavori al paesaggista prussiano Xavier Kurten. Questi si dedicò alla risistemazione del lago, dei viali e dei corsi d'acqua e, con l'aggiunta di ponticelli, colline e nuovi filari d'alberi, ne fece un tipico parco del XIX secolo.
Al Kurten successero nella direzione del parco i fratelli Roda: Marcellino dal 1843 al 1859 e Pietro Giuseppe dal 1860 al 1870. Sotto la loro conduzione il parco reale acquistò fama a livello europeo per la vasta produzione di fiori rari e piante da frutto esotiche che i due fratelli coltivavano nei giardini a fiori e a frutta e nella nuova serra riscaldata voluta da Carlo Alberto.
Tra l'Ottocento e il Novecento il parco fu utilizzato prevalentemente come riserva di caccia e tenuta agricola, tanto da riservarne alcune piccole porzioni a coltivazioni di mais e cereali. Tuttavia, dal secondo conflitto mondiale in avanti si verificò una certa carenza di manutenzione e un progressivo stato di abbandono.
Dalla riapertura del castello il 24 maggio 1993 in poi, anche il parco è stato oggetto di una serie di attenti interventi di recupero, volti a riportarlo all'aspetto conferitogli da Kurten nell'Ottocento. Nuovamente visitabile, il parco offre una grande varietà di specie vegetali e di animali protetti, una rete di viali e sentieri dallo sviluppo complessivo di 25 km, bacini d'acqua (tra cui il lago di 18 ettari di superficie), grandi aiuole fiorite e, come il castello, è abituale luogo di attività ed eventi culturali.
Nel 2010 il parco è stato scelto tra i primi dieci finalisti e poi decretato vincitore nel concorso I parchi più belli di Italia 2010;
sempre nel medesimo anno il parco ha ospitato la Biennale di Scultura Internazionale nell'ambito dell'iniziativa Scultura Internazionale a Racconigi, 2010. Presente ed esperienza del passato.

### Flora e fauna
Il parco contiene oltre 2 000 alberi, alcuni dei quali raggiungono altezze superiori ai trenta metri. I più diffusi sono i frassini e gli aceri, ma non mancano ippocastani, querce, olmi, carpini, ailanti, platani, tigli e cedri. Sono pure presenti sporadici alberi da frutta, quali il melo, il ciliegio e il nocciolo.
Gli alberi più grandi presenti nel parco sono un platano orientale alto 42 metri, il cui fusto a sezione circolare possiede uno sviluppo di circa 6 metri, e una zelkova alta 35 metri, di circa duecento anni. Quest'ultima specie botanica, con il suo fusto di 8,45 metri di circonferenza, è l'esemplare più grande del Piemonte.
La parte più interna del parco è popolata di varie specie di uccelli: aironi cinerini, garzette, anatre, nibbi bruni, poiane e picchi. Le ormai rinomate cicogne di Racconigi, invece, nidificano soprattutto sulle cuspidi della Margarìa e sui comignoli del castello. Oltre agli uccelli è segnalata la presenza di scoiattoli e persino di tassi e volpi.

### I canali del parco
Il parco è attraversato da una rete di canali che convergono, consentendo il costante ricambio idrico del lago, altrimenti destinato all'evaporazione o all'impaludamento. Tale sistema di canalizzazioni attinge l'acqua dal vicino torrente Maira per mezzo del canale della Brunetta, che poi provvede a smistarla ai vari canali secondari che solcano il parco.
In riva al lago fu anche allestita una piccola darsena, non più fruibile, per l'ormeggio di piccole barche per le gite sul lago e nei canali.

### Edifici presenti nel parco
Nella seconda metà del Settecento l'architetto scenografo Giacomo Pregliasco, contestualmente alla risistemazione di parte del parco in stile romantico, realizzò piccole ma significative costruzioni, come l'eremitaggio e una piccola chiesa gotica, poi divenuta fagianaia per l'allevamento di fagiani e colombi.
Altro edificio di spicco è il tempietto dorico, volutamente incompleto per dare un effetto di rovina sopravvissuta fino ai nostri giorni, posto su una collinetta in riva al lago. Questo luogo tipicamente romantico era caro alla nonna di Carlo Alberto, Giuseppina di Lorena-Armagnac, ed ospita la cosiddetta "grotta del mago Merlino", ovvero un piccolo tunnel artificiale rivestito di intonaco impastato a pietre luccicanti e contestuali installazioni di stalattiti e stalagmiti, provenienti dalle grotte di Bossea, nelle valli del Monregalese. La grotta è dedicata alla leggendaria figura di Merlino, il quale sarebbe stato sedotto da una donna, la Dama del Lago, che gli avrebbe fatto perdere i propri poteri; la grotta aveva perciò la funzione simbolica di evocare la leggenda ai sovrani sabaudi, per preservarli da controproducenti passioni amorose.
le ceneri del saggio Merlino

che portano al cervo amore

ci conducano a riflettere prudentemente.»
(Giuseppina di Lorena-Armagnac)
Degna di attenzione nel parco è pure la dacia russa, una precedente costruzione riadattata su modello di un tradizionale edificio russo in occasione della visita dello zar Nicola II del 1909. La struttura è attualmente sede della biblioteca del parco e ospita anche una caffetteria.
Altro edificio degno di nota è la palazzina svizzera presso l'ingresso orientale del castello.
Di grande pregio è il complesso rurale cosiddetto della Margarìa, cascina in stile neogotico progettata dal Palagi e precursore delle moderne aziende biologiche. Ubicata all'estremità nordoccidentale del parco, essa è caratterizzata dall'integrale rivestimento in mattoni e dall'ampio portico interno. Nella torre di destra del prospetto principale della Margarìa è conservato il reposoir della regina, contenente arredi in stile neogotico di Gabriele Capello. All'interno del complesso della Margarìa sorge anche l'elegante struttura delle "serre reali", opera di Carlo Sada, con un sistema di riscaldamento all'avanguardia per l'epoca.

## Galleria d'immagini

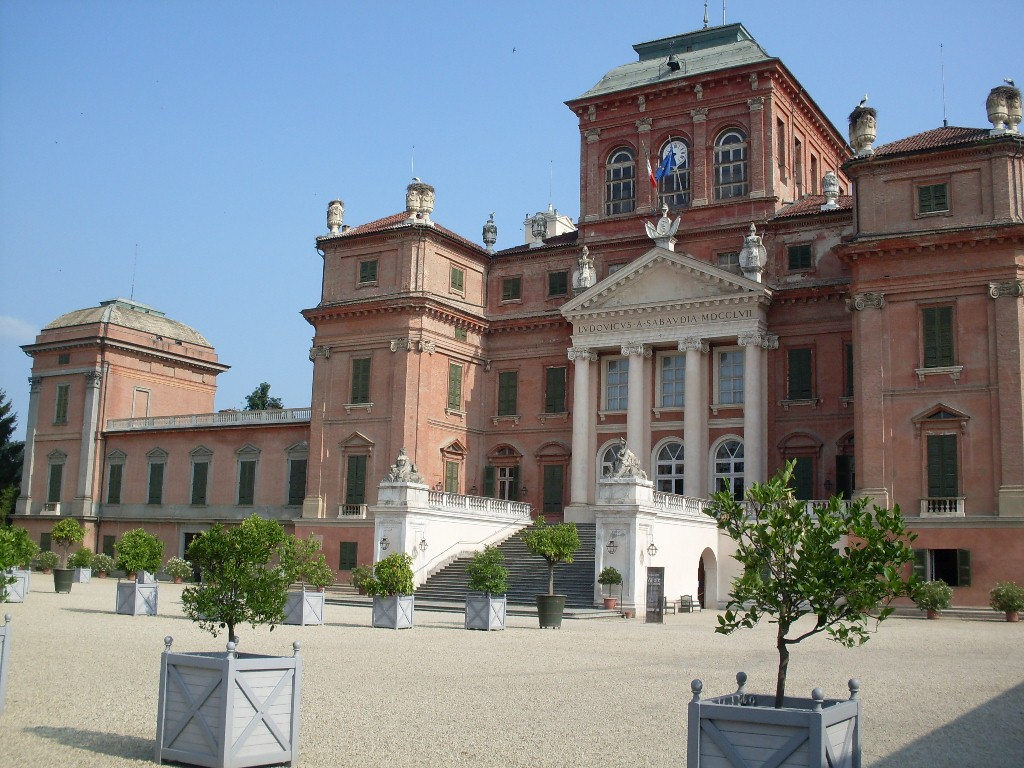
La facciata meridionale della residenza, originariamente disegnata dall'architetto Giovanni Battista Borra (1756) e, successivamente, dall'ingegner Ernesto Melano (metà XIX secolo)
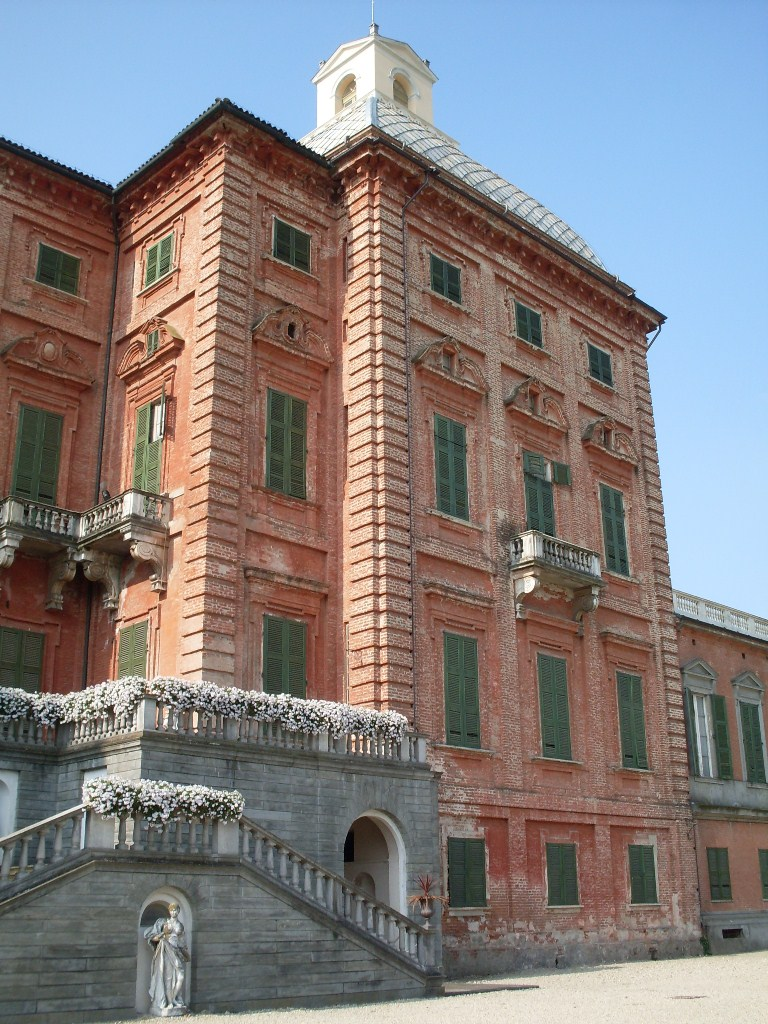
Torre occidentale con copertura "a pagoda", opera di Guarino Guarini (XVII secolo)
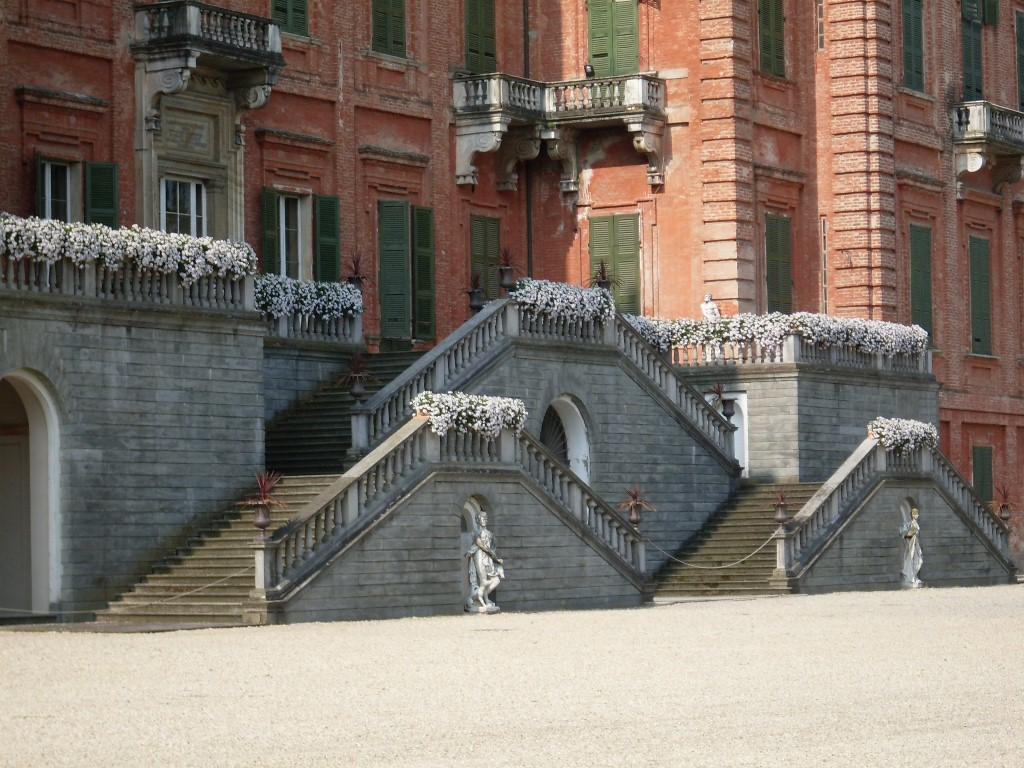
Dettaglio della facciata settentrionale con lo scalone guariniano che collega la reggia al parco (XVII secolo)
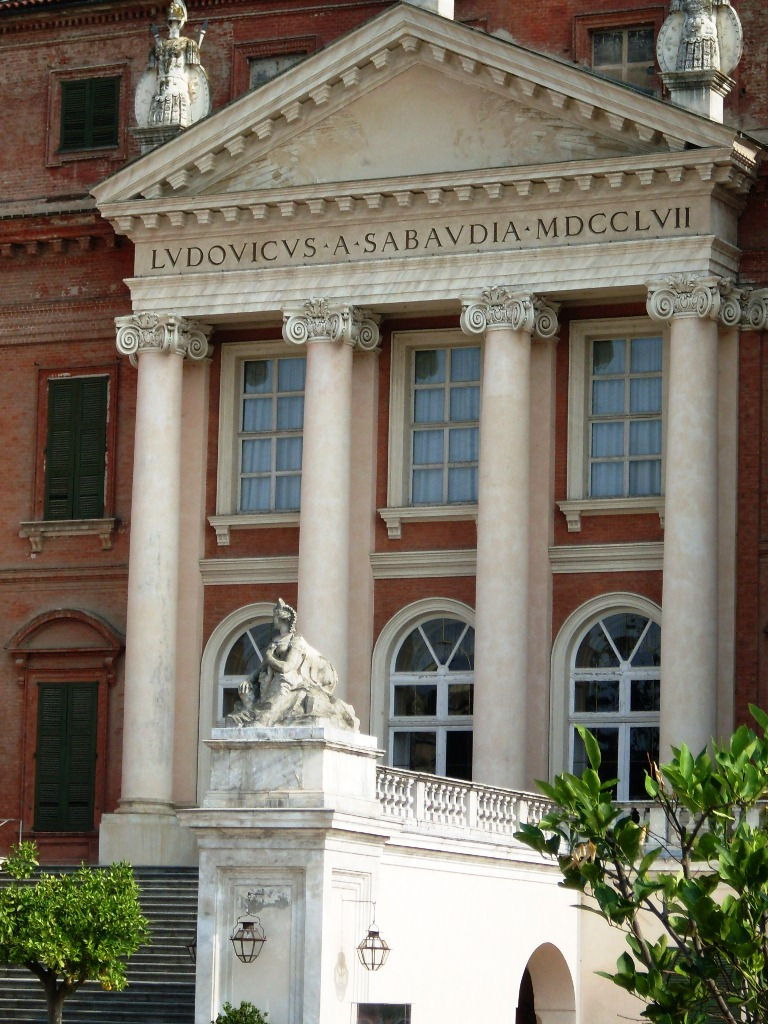
Dettaglio del pròtiro tetrastilo con lo scalone e le sfingi (XVIII secolo)
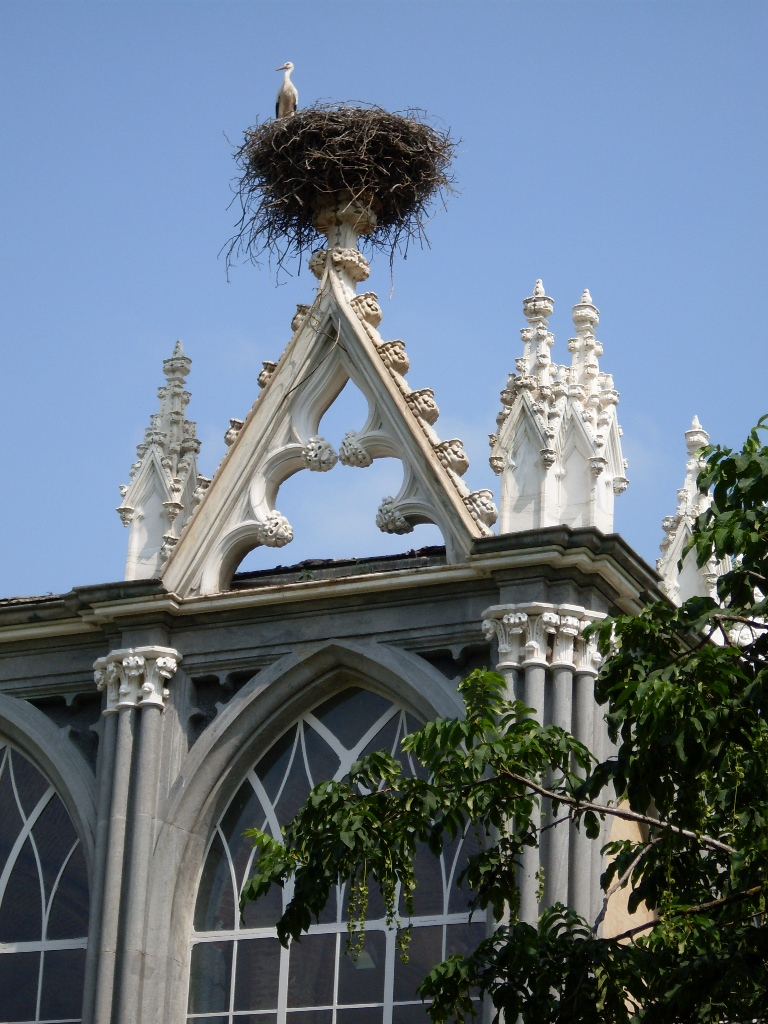
Un nido di cicogna su una cuspide delle Serre Reali, presso la cascina Margarìa

### Annotazioni
1. ↑  Dal 1994, anno della sua apertura al pubblico, il castello è passato dagli iniziali 25 000 visitatori annuali agli attuali 200 000 (dati 2011). Vedi Macera, 2006, p. 7
2. ↑  La trasformazione è una congettura diffusa nell'Ottocento ma tuttavia supportata dal ritrovamento di una croce ferrea nei lavori di ingrandimento del castello sotto la direzione dell'ingegner Ernesto Melano. Vedi Casale, 1873, p. 11 e Collana L'Italia, 2005, p. 246
3. ↑  Bonifacio del Vasto fu il capostipite della dinastia a capo del Marchesato di Saluzzo. Era figlio di Berta di Susa, sorella di Adelaide. Vedi Collana L'Italia, 2005, p. 245
4. ↑  L'architetto André Le Nôtre, già impegnato nel rifacimento dei giardini di Versailles, nel 1670 spedì da Parigi i disegni del progetto. Vedi Bernardi, 1961 e Collana L'Italia, 2005, p. 247.
5. ↑  Il frontone, analogo a quello delle ville venete palladiane, riporta la seguente scritta: «LUDOVICUS A SABAUDIA MDCCLVII.»
6. ↑  Racconigi fu sede delle «Reali Villeggiature» fino alla fine della monarchia, nel giugno del 1946. Dal Pozzolo, 2010
7. ↑  Oggi scomparsa e, con il tempo, in parte sostituita da impianti di illuminazione pubblica.
8. ↑  Si considera la più completa poiché comprende gli ultimi eredi (ancora in vita) nati dal matrimonio di Umberto II e Maria José: Maria Pia, Vittorio Emanuele, Maria Gabriella, Maria Beatrice. Vedi Direzione Regionale per i Beni Culturali e Paesaggistici del Piemonte, 2010, pp. 27-28
9. ↑  Con dipinti di Carlo Bellosio e una specchiera con annesso camino in bronzo eseguito a Parigi su disegno di Pelagio Palagi. Vedi Chiesi, 1890, vol. 1, p. 164.
10. ↑  L'applicazione su telai di legno opportunamente distanziati dalla superficie sottostante della parete ha consentito una corretta conservazione della carta da parati, preservandola dall'umidità.
11. ↑  La portantina giapponese fu amato luogo di nascondiglio del principe Umberto II e delle sue sorelle in età infantile. Vedi Macera 2006
12. ↑  L'architetto Pelagio Palagi fu anche un grande esperto di archeologia, nonché appassionato collezionista. Vedi Direzione Regionale per i Beni Culturali e Paesaggistici del Piemonte, 2010, p. 23
13. ↑  «[...] deserving a place in the palace of any sovereign.» vedi The Crystal Palace exhibition illustrated Catalogue, 1851
14. ↑  Inoltre, le suddette opere di ebanisteria valsero al Capello la "Prize medal" e il suo lavoro venne definito «uno dei massimi contributi dati all'artigianato continentale e all'ammobiliamento artistico». Vedi Direzione Regionale per i Beni Culturali e Paesaggistici del Piemonte, 2010, p. 24
15. ↑  Le stanze poste nell'ammezzato sono collegate con il relativo appartamento sottostante mediante un ingegnoso sistema incrociato di scale. Questi locali oggi chiamati impropriamente alloggi delle balie sono stati oggetto di un attento restauro che ha permesso di aprirli al pubblico nel 2008. Vedi  Frammenti d'opera: cento costumi del Regio a Racconigi, su ilcastellodiracconigi.it. URL consultato il 4 febbraio 2012.
16. ↑  Nel catalogo ufficiale della mostra tenutasi nel 2007-2008 dopo il restauro di tali stanze, non sono citate fonti archivistiche a sostegno del riallestimento e dell'attribuzione delle camere. Si fa, invece cenno alla tradizione orale, tramandatasi però nel corso di dieci decenni e quindi non troppo attendibile, e a un articolo di giornale apparso nel 1923, in occasione della febbre tifoide che colpì le principesse Mafalda e Giovanna, in cui il cronista scrisse che le principesse durante la degenza risiedevano in alcune di quelle stanze. Il cronista non asserisce, tuttavia, che quello fosse il loro appartamento abituale. Vedi Macera 2008
17. ↑  Fra i ritratti di famiglia sono compresi anche quelli di altre nobili dinastie d'Italia e d'Europa che detenevano legami parentali con i Savoia, come i Lorena, i Valois, ecc. Vedi: Direzione Regionale per i Beni Culturali e Paesaggistici del Piemonte, 2010, p. 18
18. ↑  Disegnati dall'architetto Gio Ponti per la Richard-Ginori nel 1923.
19. ↑  La palazzina svizzera, ubicata su corso Umberto I, è in corrispondenza dell'accesso orientale del castello. Qui fece ingresso il corteo dello zar Nicola II, provenendo dalla stazione ferroviaria del paese, poiché lo zar e la corte al suo seguito raggiunsero Racconigi da Torino, dopo aver raggiunto il capoluogo piemontese da San Pietroburgo con il proprio treno privato. Vedi L'Illustrazione Italiana, 1909

### Fonti
1. ↑  Sugana, 1871, p. 62.
2. ↑  A. Milan, S. Milan, N. Lovera, Il Castello Reale di Racconigi.Reggia estiva d'Italia. 1901-1914, in fase di pubblicazione.

Simone Milan, Gli appartamenti reali del castello di Racconigi agli inizi del ‘900: nuove considerazioni sull'appartamento dei principini, in Studi Piemontesi, giugno 2014.
3. ↑   Le Residenze della Casa Reale di Savoia, su sitiunesco.it, Associazione Beni Italiani Patrimonio Mondiale Unesco. URL consultato il 10 febbraio 2014 (archiviato dall'url originale il 22 febbraio 2014).
4. ↑   Dati visitatori 2016 (PDF), su beniculturali.it. URL consultato il 17 gennaio 2017.
5. 1 2  Direzione regionale per i beni culturali e paesaggistici del Piemonte, 2010, p. 8.
6. ↑  Malfatto, 1982.
7. ↑  Cognasso, 2002.
8. ↑  Sugana, 1871, p. 61.
9. ↑  Direzione Regionale per i Beni Culturali e Paesaggistici del Piemonte, 2010, pp. 27-28.
10. ↑  Macera, 2006, p. 5.
11. ↑  Collana L'Italia, 2005, p. 247.
12. ↑  Bernardi, 1961.
13. 1 2  Macera, 2006, p. 17.
14. ↑  Macera, 2006, p. 7.
15. ↑  Direzione Regionale per i Beni Culturali e Paesaggistici del Piemonte, 2010, p. 10.
16. ↑  Macera, 2006, p. 6.
17. ↑  Casalis, 1839, vol. 16, p. 119.
18. ↑  Bolandrini, 2011, p. 678.
19. ↑  Collana La rassegna nazionale, 1900, p. 420.
20. 1 2 3  (EN) Simone Milan, Gli appartamenti reali del castello di Racconigi agli inizi del ‘900: nuove considerazioni sull’appartamento dei principini, in Studi Piemontesi. URL consultato il 3 luglio 2017.
21. ↑   autore, Il grande avvenimento odierno di politica estera, in La Stampa, 23 ottobre 1909,  p. 1. URL consultato il 10 febbraio 2014.
22. ↑  Ciliento e Macera, 1998.
23. ↑  Dal Pozzolo, 2010, p. 35.
24. ↑  Mola, 2008.
25. ↑   La successione dinastica in casa Savoia - le lettere di Re Umberto II, su monarchia.it, 4 febbraio 2012 (archiviato dall'url originale il 22 marzo 2012).
26. ↑   Progetto magnifico: castello reale di Racconigi, su Progetto Magnifico, Ministero per i Beni e le Attività Culturali, 4 febbraio 2012.
27. ↑   Remo Lugli, La tenuta di Racconigi ai Savoia, in La Stampa, 5 marzo 1972. URL consultato il 10 febbraio 2014.
28. ↑  Maria Gabriella di Savoia, Brancalini, 2001.
29. ↑   Renato Rizzo, Scippata l’eredità di Umberto II, in La Stampa, 15 marzo 1987,  pp. 1ª pagina.
30. ↑   Castello di Racconigi apre il secondo piano, in La Stampa, 10 giugno 2009. URL consultato il 12 aprile 2021 (archiviato dall'url originale il 13 aprile 2013).
31. ↑   Progetto Cantoregi - L’inverno a Racconigi tra reale e fantastico, su progettocantoregi.it. URL consultato il 4 febbraio 2012 (archiviato dall'url originale il 22 febbraio 2014).
32. ↑   Vittorio Emanuele II il re galantuomo – l’infanzia e la giovinezza, su ilcastellodiracconigi.it. URL consultato il 4 febbraio 2012.
33. ↑  Direzione Regionale per i Beni Culturali e Paesaggistici del Piemonte, 2010, p. 15.
34. ↑  Macera, 2006, p. 12.
35. ↑  Direzione Regionale per i Beni Culturali e Paesaggistici del Piemonte, 2010, p. 19.
36. ↑  Macera, 2006, p. 13.
37. ↑  Azienda Savoia Carignano, 1753.
38. ↑  L'Illustrazione Italiana, 1909.
39. ↑  R. Perez, 1997, pp. 56-62.
40. ↑  Direzione Regionale per i Beni Culturali e Paesaggistici del Piemonte, 2010, pp. 21-22.
41. ↑  A. Milan, S. Milan, N. Lovera, Il Castello Reale di Racconigi.Reggia estiva d'Italia. 1901-1914, in fase di pubblicazione.
42. ↑  Castronovo, 1977, p. 33.
43. ↑  Direzione Regionale per i Beni Culturali e Paesaggistici del Piemonte, 2010, pp. 44-45.
44. ↑   Vittorio Emanuele III [collegamento interrotto], su Radio la voce della Russia. URL consultato il 26 febbraio 2012.
45. ↑  L. Dal Pozzolo, 2010, p. 35.
46. ↑  Direzione Regionale per i Beni Culturali e Paesaggistici del Piemonte, 2010, p. 43.
47. ↑  Direzione Regionale per i Beni Culturali e Paesaggistici del Piemonte, 2010, pp. 47-49.
48. 1 2 3  Macera, 2006.
49. ↑  G. Casale, 1873.
50. ↑  Direzione Regionale per i Beni Culturali e Paesaggistici del Piemonte, 2010, p. 55.
51. ↑  E. Thovez, 1909.
52. ↑   Mirella Macera e Monica Naretto, "Roda Marcellino" in "Atlante del giardino italiano 1750-1940. Dizionario biografico di architetti, giardinieri, botanici, committenti, letterati e altri protagonisti" - Italia settentrionale, a cura di Vincenzo Cazzato, Vol. I, Roma, Istituto Poligrafico e Zecca dello Stato, 2009,  p. 120, ISBN 978-88-240-1044-3.
53. ↑   Il parco più bello d’Italia 2010, su ilparcopiùbello.it. URL consultato il dicembre 2013.
54. ↑   Racconigi finalista per "I parchi più belli d'Italia 2010", su ilcastellodiracconigi.it. URL consultato il 4 febbraio 2012.
55. ↑   A Racconigi la Biennale di Scultura Internazionale, su ilcastellodiracconigi.it. URL consultato il 4 febbraio 2012.
56. ↑   Carlo Ferrero (a cura di), Elenco degli alberi censiti (PDF), su Alberi monumentali, regione.piemonte.it,  p. 8. URL consultato il 4 febbraio 2012 (archiviato dall'url originale il 21 febbraio 2007).
57. ↑  AA.VV., 2004.
58. ↑  Macera, 2006, p. 4.
59. ↑  Macera, 2006, Vol. Un giardino per Josephine, p. 1.
60. ↑  Macera e Bertana, 1986.